# NGC 52
NGC 52は、ペガスス座の方向にある渦巻銀河である。この銀河は1784年9月18日にウィリアム・ハーシェルによって発見された。直径は約16万光年で、天の川銀河の約1.6倍程度の大きさを持つとされる。